# Raúl Antonio Baldomir
Raúl Antonio Baldomir (* 11. Februar 1942 in Montevideo, Uruguay) ist ein uruguayischer Theaterregisseur, Schauspieler und Dozent.
Baldomir begann 1964 mit der Schauspielerei in unabhängigen Theatergruppen. Ab 1966 führte er auch Regie. Die Stücke, die er auf die Bühne brachte, stammten dabei unter anderem von Ionesco, Yahro Sosa, Molière, García Lorca oder Aldo Nicolaj. Nachdem er 1969 einen Abschluss an der Escuela Municipal de Arte Dramático (EMAD) erworben hatte, war er im Folgejahr Mitbegründer des Teatro Equipo. Im selben Jahr gehörten auch "El duende de la galería" und "La víspera" zu seinen Werken. Der Mitbegründer des Seminario de Práctica y Orientación (SPOT) im Jahre 1977 wirkte auch bei der Entstehung der Theatergruppen Opusuno und Espacio mit. Für Baldomir, der zeitweise in Buenos Aires lebte, stehen auch Teilnahmen an Kindertheater-Festivals zu Buche. Zudem arbeitete er für das Fernsehen.